# Memetica
Memetica is de studie naar de evolutie van cultuur en ideeën, naar analogie van de genetica.
Richard Dawkins introduceerde in zijn boek The Selfish Gene (1976) de theorie dat er buiten een genetische evolutie ook een memetische evolutie zou bestaan: een evolutie van cultuur. 
De meme is de "fysieke" representatie van de informatie die onderhevig is aan evolutie. Het is een idee dat zich onder informatiedragers verspreidt (tot nu toe voornamelijk menselijke hersenen), en wordt ook wel omschreven als een besmettelijk informatiepatroon. In meer specifieke termen: een meme is een zichzelf vermeerderende eenheid van de culturele evolutie, zoals een gen de eenheid is van de biologische evolutie.

## Geschiedenis en introductie
De eerste die de term meme introduceerde voor breed publiek was Richard Dawkins in zijn boek The Selfish Gene, 1976, waarmee hij de eenheid van culturele evolutie wilde aanduiden, analoog aan het gen bij de biologische evolutie. Memen gedragen zich in de tijd ongeveer als organismen in de evolutie.
Daniel C. Dennett heeft met Douglas R. Hofstadter in een gezamenlijke uitgave, The Mind's I, het begrip meme in zijn woorden verklaard'; zie hfdst. 10, "Egoïstische memen", van dit boek, in het Nederlands vertaald als De spiegel van de ziel, 1981. Door C. Dennett, Consciousness explained, 1991 (Het bewustzijn verklaard) krijgt het begrip een wat volwassener status in de wetenschap.

## Werking
Memen gaan van het ene brein op het andere over en gedurende de tijd, vaak eeuwen, ondergaat de meme veranderingen. De meme sterft uit, of komt in een coma-achtige staat terecht, als ze 'uit de tijd' raakt. 
Memen kunnen delen bevatten van ideeën, talen, melodieën, ontwerpen, morele en esthetische waarden, vaardigheden en al het andere dat wordt aangeleerd en doorgegeven aan anderen.

## Voorbeelden
- Wereldreligies zouden zich volgens de "wetten" van de memetica gedragen. Ideeën worden van de ene generatie aan de andere doorgegeven; daarbij vinden steeds kleine veranderingen plaats. Grote mutaties vinden bv. plaats bij een reformatie. Een "succesvolle" meme past zich steeds en gemakkelijk aan, aan de veranderende tijden en omstandigheden. Sommigen zien de secularisatie van bepaalde richtingen in de christelijke godsdienst als een teken van een succesvolle meme. Een "starre" en moeilijk veranderende godsdienst zal volgens deze memetheorie versplinteren in een "succesvol" geseculariseerd deel en (talloze) kleine afsplitsingen.
- Taal.
- Mode en andere rages.
- Ideologieën zoals het kapitalisme, communisme en fascisme.

Het succes van een meme zou men kunnen afmeten aan het aantal informatieverwerkende en -dragende eenheden dat ermee "besmet" is of raakt.

## Sluimerende memen
Memen kunnen nadat ze uitgestorven lijken te zijn weer tot leven komen als er weer belangstelling voor die specifieke meme komt. Boeken en andere geschriften, websites, of andere informatiedragende eenheden, bv. grotschilderingen of andere archeologische vondsten waarin deze memen bewaard blijven, zijn dan een soort sluimerend "zaad", in een coma-achtige staat, dat wacht op gunstige omstandigheden om te "ontkiemen", ofwel te (her-)ontwaken.
Een populaire benaming voor sommige sluimerende memen die plotseling terugkomen is "retro".